# تراكمية آفاقية

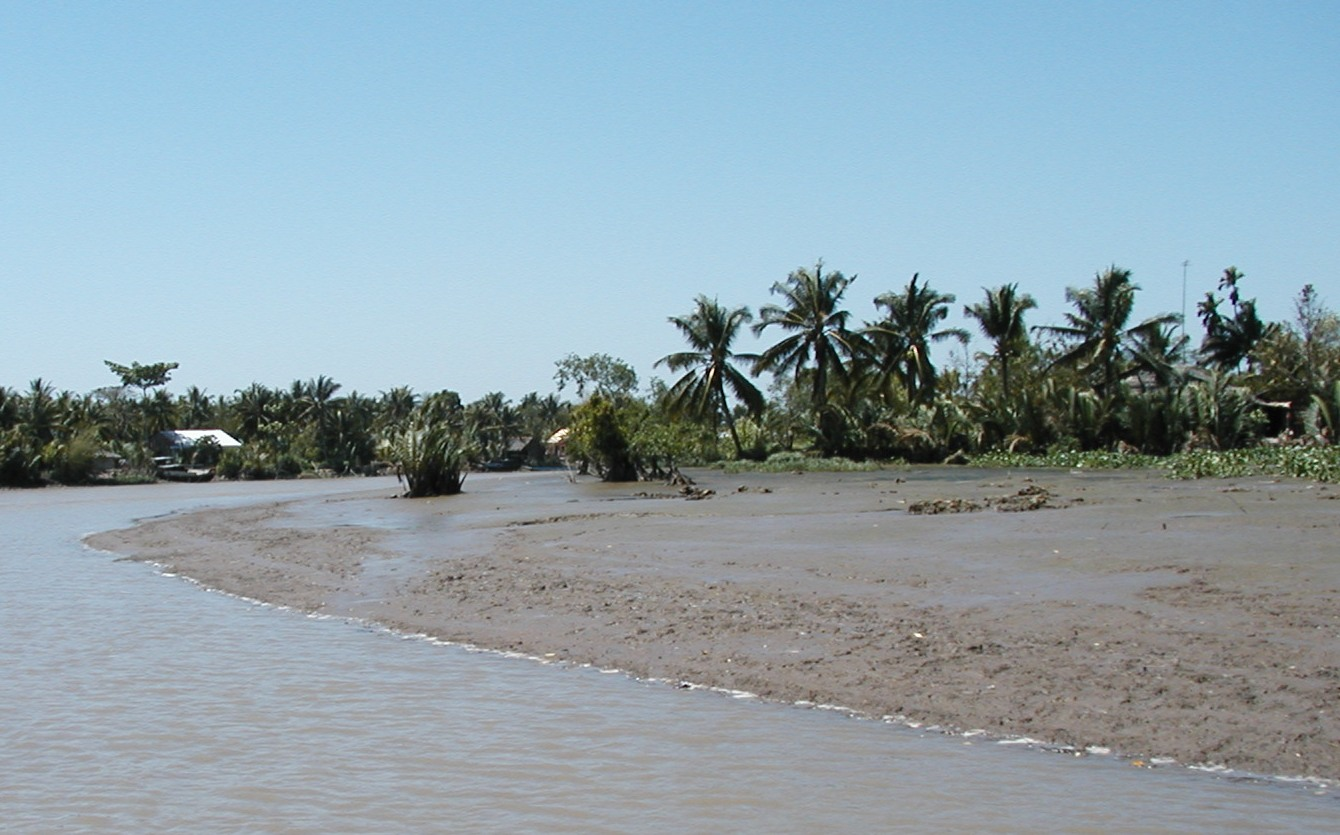

الأفق التراكمي أو التراكمية الآفاقية (بالإنجليزية: Illuvium)‏، يُقصد بها عملية ترسب مواد التربة التي تمت إزالتها من أفق أول إلى أفق آخر في التربة، وعادة من الأفق الأعلى إلى أفق أسفله. وتشمل المركبات المنقولة: الطين، وسيليكات، وأكاسيد حديد وألمنيوم مائية، ومواد عضوية.

## مثال
- ميسارا بلين [الإنجليزية]، في كريت، اليونان